# 長尾新亮麗鯛
長尾新亮麗鯛，為輻鰭魚綱鱸形目隆頭魚亞目慈鯛科的其中一種，分布於非洲坦干伊喀湖流域，體長可達8.6公分，棲息在中底層水域。

## 擴展閱讀
維基物種上的相關：長尾新亮麗鯛